# بيت بن يزيد (المفلحي)

تعديل مصدري - تعديل

بيت بن يزيد هي إحدى قرى عزلة المفلحي بمديرية المفلحي التابعة لمحافظة لحج، بلغ تعداد سكانها 111 نسمة حسب تعداد اليمن لعام 2004.